# جاك لورانس
جاك لورانس (بالإنجليزية: Jack Lawrence)‏ هو فنان قصص مصورة أمريكي، ولد في 1975 في كانتربيري في المملكة المتحدة.

## وصلات خارجية
- الموقع الرسمي